# Chalastinus pantherinus
Chalastinus pantherinus är en skalbaggsart som beskrevs av Lacordaire 1872. Chalastinus pantherinus ingår i släktet Chalastinus och familjen långhorningar.
Artens utbredningsområde är Surinam. Inga underarter finns listade i Catalogue of Life.